# Visconde de Almeida Araújo
Visconde de Almeida Araújo é um título nobiliárquico criado por D. Carlos I de Portugal, por Decreto de 24 de Setembro de 1898, em favor de Joaquim Palhares de Almeida Araújo, depois 1.° Conde de Almeida Araújo.
Titulares
1. Joaquim Palhares de Almeida Araújo, 1.° Visconde e 1.° Conde de Almeida Araújo.